# توماس إي. كرو
توماس إي. كرو (بالإنجليزية: Thomas E. Crow)‏ هو مؤرخ وصحفي أمريكي، ولد في 3 يناير 1948 في شيكاغو في الولايات المتحدة.